# Нью-Берлін (Техас)
Нью-Берлін (англ. New Berlin) — місто (англ. city) в США, в окрузі Гвадалупе штату Техас. Населення — 656 осіб (2020).

## Географія
Нью-Берлін розташований за координатами 29°27′44″ пн. ш. 98°6′5″ зх. д. / 29.46222° пн. ш. 98.10139° зх. д. (29.462203, -98.101265).  За даними Бюро перепису населення США в 2010 році місто мало площу 12,41 км², уся площа — суходіл.

## Демографія
Згідно з переписом 2010 року, у місті мешкало 511 осіб у 204 домогосподарствах у складі 156 родин. Густота населення становила 41 особа/км².  Було 222 помешкання (18/км²).
Расовий склад населення:
| - 93,3 % — білих - 2,3 % — чорних або афроамериканців - 0,2 % — вихідців з тихоокеанських островів - 0,2 % — корінних американців - 2,3 % — осіб інших рас |

До двох чи більше рас належало 1,6 %. Частка іспаномовних становила 10,2 % від усіх жителів.
За віковим діапазоном населення розподілялося таким чином: 20,0 % — особи молодші 18 років, 63,0 % — особи у віці 18—64 років, 17,0 % — особи у віці 65 років та старші. Медіана віку мешканця становила 46,7 року. На 100 осіб жіночої статі у місті припадало 99,6 чоловіків;  на 100 жінок у віці від 18 років та старших — 93,8 чоловіків також старших 18 років.
Середній дохід на одне домашнє господарство  становив 85 129 доларів США (медіана — 66 250), а середній дохід на одну сім'ю — 96 230 доларів (медіана — 72 188). За межею бідності перебувало 0,9 % осіб, у тому числі 0,0 % дітей у віці до 18 років та 3,1 % осіб у віці 65 років та старших.
Цивільне працевлаштоване населення становило 234 особи. Основні галузі зайнятості: освіта, охорона здоров'я та соціальна допомога — 25,6 %, публічна адміністрація — 13,7 %, роздрібна торгівля — 12,4 %.